# Minuskel 68
Minuskel 68 (in der Nummerierung nach Gregory-Aland), ε 269 (von Soden) ist eine griechische Minuskelhandschrift des Neuen Testaments auf 291 Pergamentblättern (21 × 14,5 cm). Mittels Paläographie wurde das Manuskript auf das 11. Jahrhundert datiert. Die Handschrift ist vollständig.

## Beschreibung
Der Kodex enthält den Text der vier Evangelien. Er wurde einspaltig mit je 23 Zeilen geschrieben und enthält Epistula ad Carpianum, Eusebische Tabellen, Listen der κεφαλαια, κεφαλαια, τιτλοι, Ammonianische Abschnitte (nicht Eusebischer Kanon), Liturgische Lesestücke, Synaxarium und Menologion.
Der griechische Text der Kodex repräsentiert den Byzantinischen Texttyp. Aland ordnete ihn in Kategorie V ein.

## Geschichte
Der Forschungsreisende George Wheler brachte diese Handschrift im Jahr 1676 von Zakynthos nach England. Der Kodex wurde von John Mill untersucht.
Der Kodex befindet sich zurzeit in der Lincoln College (Gr. 17) in Oxford.